# Photographie interférentielle

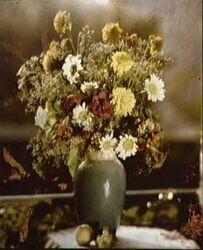
Reproduction trichrome d'une photographie interférentielle de Gabriel Lippmann.

La  photographie interférentielle est un procédé de photographie enregistrant le spectre visible de l'image, reproduisant les couleurs sans recours à des colorants. L'onde stationnaire est gravée dans la couche photosensible. Ce procédé est une vérification expérimentale de la théorie ondulatoire de la lumière puisqu'il met en jeu des ondes stationnaires. C'est cet aspect du procédé qui a valu à Lippmann son prix Nobel.

## Description
Gabriel Lippmann a présenté le procédé en 1891 sous le nom de photochromie interférentielle, et a reçu pour celui-ci le prix Nobel de physique en 1908.
Ce procédé ne repose pas, comme les autres procédés de photographie en couleurs, sur la trichromie, mais sur les interférences entre ondes lumineuses incidentes et réfléchies. Nicéphore Niépce avait pressenti son principe dans une lettre à Louis Daguerre de 1829, comme John William Strutt Rayleigh en 1887. En 1848, Edmond Becquerel obtient une photographie en couleurs du spectre solaire sur une lame d'argent couverte de sous-chlorure d'argent violet recuit. L'image est un positif direct mais doit être conservée dans l'obscurité. En 1868, par analogie avec les interférences des ondes dans l'eau, Wilhelm Zenker propose que des ondes lumineuses stationnaires sont capables de produire différentes couleurs.
Pour obtenir ce résultat, Lippmann place une couche de mercure directement en contact avec une émulsion photosensible au grain extrêmement fin. Pendant la prise de vue, la lumière entrant par l'objectif se reflète à la surface du mercure créant une onde stationnaire dans la couche photosensible, qui enregistre les minima et les maxima de cette onde stationnaire selon les différentes longueurs d'onde de la lumière provenant de l'objet. L'image reproduit l'ensemble du spectre lumineux. Le spectateur voit des couleurs sans la réduction du spectre en trois agrégats de longueurs d'onde visibles qu'opère la synthèse trichrome.

## Carrière du procédé

### Les études duXIXesiècle
Le premier spectre diffusé en 1891 déclenche un grand engouement. Les frères Lumière font rapidement progresser la méthode, en 1893, ils réalisent des images de très grande qualité, projetées à Lyon, Paris et ailleurs. Otto Wiener vérifie les résultats de Lippmann. Hermann Krone à Dresde, Eduard Valenta à Vienne et Richard Neuhauss expérimentent également avec succès la méthode interférentielle. Krone obtient les premières plaques sans utiliser de mercure. Des amateurs comme Albert Contamine à Lille ou Georges Goddé à Paris font de belles épreuves. Toutefois, la méthode interférentielle avec sa chimie délicate et ses longs temps de pose ne progresse que très lentement et reste réservée à des experts.
En 1903, dans le cadre d'un travail rétrospectif sur la photographie à l'exposition universelle de 1900, Léon Vidal conclut son paragraphe sur la photographie interférentielle par : Il en sera de cette méthode, aujourd'hui encore si incertaine, de même qu'il en a été de beaucoup d'autres qui, d'une mise en œuvre fort difficile au début, sont devenues, grâce à des tours de main et des perfectionnements imprévus dès leur découverte, d'une application industrielle très courante.
C'est, pour le moment, tout ce qu'il est intéressant de dire sur la photographie directe des couleurs ; elle est un fait incontestable, il n'y a plus qu'à en perfectionner et à en généraliser l'emploi en le rendant pratique et en l'utilisant aussi bien au point de vue scientifique qu'au profit de l'art et de l'industrie.
En attendant l'heure de ces progrès, on a, pour satisfaire au desideratum de la photographie directe des couleurs rendue vraiment industrielle, les procédés de photographie indirecte des couleurs".

### Le début duXXesiècle
Vers 1903, deux disciples de Gabriel Lippmann commencent à travailler pour faire progresser la méthode. Edmond Rothé à Grenoble puis à Nancy conduisent des recherches pour prendre des photographies sans mercure avec des résultats intéressants, mais leurs photos sont moins spectaculaires que celles prises avec un réservoir de mercure. A Lille, Auguste Ponsot conduit des recherches sur la polarisation de la lumière et la chimie avec des émulsions transparentes contenant davantage de bromure d'argent et obtient des résultats très lumineux.  
En 1905, Santiago Ramón y Cajal, prix Nobel de médecine en 1906, étudie les plaques interférentielles pour comprendre comment se forment les interférences puis réalise des natures mortes autour de 1910.  
À Paris, un amateur Léon Jeuffrain, fils de Paul Jeuffrain, réalise des plaques interférentielles et invente avec Massiot un appareil de projection réglable permettant de projeter les plaques interférentielles dans de bonnes conditions. 
À la même époque,  l'entreprise par Zeiss commercialise un châssis de prise de vue, une visionneuse spéciale et des plaques sèches sur un procédé développé par Hans Lehmann. 
En 1908, Herbert Eugene Ives publie un long article sur le procédé et expérimente la méthode interférentielle.

### L'abandon autour de 1910
Toutefois, la photographie interférentielle est abandonnée pour au moins cinq raisons : 
- Le grain doit être extrêmement fin. Cette spécificité implique nécessairement une émulsion très peu sensible et des temps de pose très long.
- l'usage du mercure est insalubre, faisant courir des risques d'intoxication.
- Les longueurs d'onde reproduites dépendent de la distance de l'émulsion au miroir dans la visionneuse, avec la même exigence de précision. L'humidité change l'épaisseur de la gélatine. Elle doit être la même à la prise de vue et à la reproduction.
- On ne voit la couleur qu'avec la visionneuse et sous un certain angle[10].
- Les plaques ne sont ni imprimables, ni duplicables[11].

En 1907, les frères Lumière introduisent le premier procédé utilisant la synthèse trichrome, l'autochrome, qui ne présente pas ces inconvénients qui connait un succès rapide. 
En revanche, comme la photographie interférentielle n'utilise pas de colorants, sa conservation ne dépend pas de leur dégradation au cours du temps.
En 1909, Gaston-Henri  Niewenglowski  conclut le chapitre sur la photographie interférentielle de son Traité pratique de photographie des couleurs par : "Le seul reproche que l’on puisse faire à la belle méthode du professeur Lippmann est sa délicatesse, qui exige des soins minutieux dans les manipulations, mais qui n'a pas empêché nombre d’amateurs d'obtenir des résultats très intéressants.
En outre, il est nécessaire de répéter l’opération autant de fois qu’on veut d’épreuves; en un mot, une première image étant obtenue il est difficile, impossible même actuellement, d’en produire d’autres exemplaires sans avoir l’original à sa disposition. Ces deux inconvénients, difficultés des opérations, exigeant l’adresse de l’opérateur, impossibilité démultiplier les images, qui font relativement rares les photochromies interférentielles, sont-ils de véritables défauts.
« Si la multiplicité a son mérite, a écrit, en effet, M. Alcide Ducos du Hauron, la rareté a aussi le sien. Qu’on demande à l’heureux propriétaire d’une toile signée par un grand artiste s’il serait bien que son tableau eût, de par le monde, des sosies plus ou moins nombreux ; sa réponse est connue d’avance, il se récriera de toutes ses forces. Sans doute la souveraine puissance fait foisonner la rose, surnommée la reine des fleurs ; mais cette souveraine puissance a isolé le diamant dans une prestigieuse solitude.» ".
En 1912, dans son Traité général de photographie, Ernest Coustet conclut le chapitre sur la photographie interférentielles : « La lenteur des émulsions sans grain, la complication qu'entraîne l'emploi du mercure, l'incertitude des résultats, l'aspect miroitant des couleurs et leurs conditions très limitées de visibilité restreignent singulièrement, en pratique, la portée de la méthode interférentielle, surtout depuis que l'on trouve dans le commerce les plaques à filtres colorés. » 
« [...]En outre, celte méthode produit des couleurs chatoyantes, d'une pureté et d'un éclat très supérieurs à celles que l'on obtient à l'aide des autres procédés. Les couleurs interférentielles ont comme des reflets métalliques et scintillent, pour ainsi dire, quand elles sont vivement éclairées. Elles sont éminemment aptes à reproduire fidèlement le spectre, les effets de polarisation et tous les autres phénomènes qui font apparaître des couleurs très saturées. »
« L'invention de M. Lippmann est certainement la solution la plus élégante du problème de la chromophotographie, et son charme particulier est de faire sortir, en quelque sorte, du néant des couleurs splendides, formées par le rapprochement de substances incolores. »
En 1922, dans l'ouvrage La photographie des couleurs, Jean-Marie Thovert conclut : « On conçoit en tout cas, comment le procédé de Lippmann pour la photographie des couleurs est sensible aux moindres détails d'exécution ».

## Ouvrages principaux
1891 Alphonse Berget Photographie des couleurs, par la méthode interférentielle de M. Lippmann, 58 pages Paris : Gauthier-Villars et fils.
1894 Eduard Valenta, Die Photographie in natürlichen Farben, mit besonderer Berücksichtigung des Lippmann'schen Verfahrens, Halle a. S. : Knapp.
1895 Gaston-Henri  Niewenglowski et Armand Ernault, Les couleurs et la photographie : reproduction photographique directe et indirecte des couleurs,  370 pages, Paris : Société d'éditions scientifiques.
1895 A Berthier, Manuel de photochromie interférentielle : procédés de reproduction directe des couleurs, 178 pages, Paris : Gauthier-Villars.
1897 Carlo Bonacini, La fotografia dei colori Trattato teorico pratico, Parte 1 pages 3-72, Milano : U. Hoepli.
1898 Richard Neuhauss, Die Farbenphotographie nach Lippmann's Verfahren, neue Untersuchungen und Ergebnisse, 72 pages Halle Knapp.
1899 Louis-Philippe Clerc, La Photographie des couleurs, préface de M. Gabriel Lippmann, 190 pages, Paris : Gauthier-Villars.
1900 Edgar Senior, A handbook of photography in colours section 3, pages 317-343, London, Marion & Co.
1909 Gaston-Henri  Niewenglowski, Traité pratique de photographie des couleurs, Chapitre I, II et III pages 1-109,  Paris : Garnier frères
1912 Ernest Coustet, Traité Général de Photographie en Noir et en Couleurs, Chapitre XX pages 406-420, Paris : Delagrave.
1912 Santiago Ramón y Cajal, La fotografía de los colores; fundamentos científicos y reglas prácticas, 312 pages, Madrid : Nicolás Moya, 
1922 Jean-Marie Thovert, La photographie des couleurs, Chapitre II, pages 38-64, Paris, Librairie Doin.